# Unkenreflex

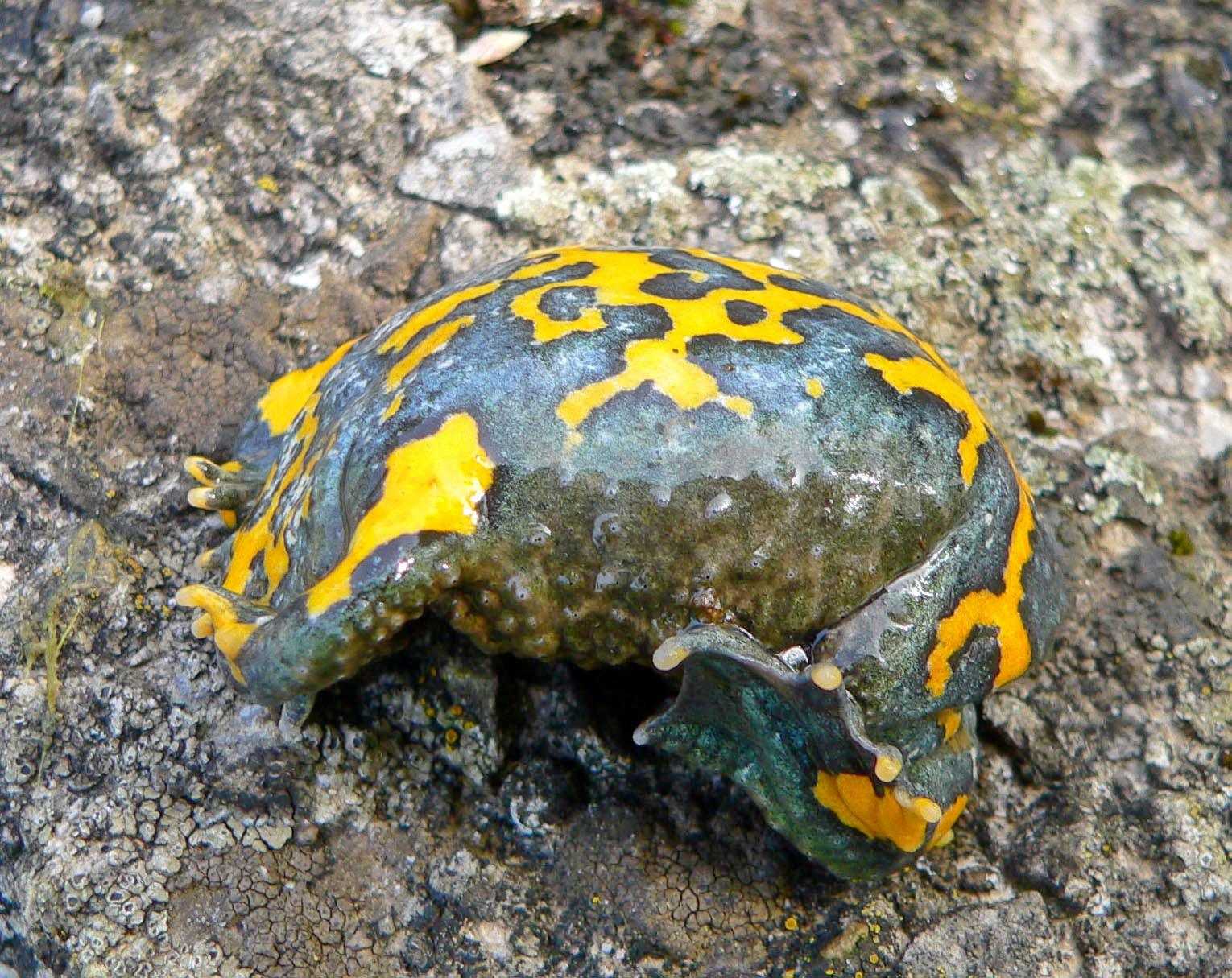
Un ululone in postura unkenreflex dove inarca la schiena per evidenziare i colori brillanti e per spaventare i predatori

La unkenreflex è una postura di difesa passiva adottata da molte specie di Anuri e salamandre.
Questi animali, quando vengono minacciati dai predatori, ritorcono il proprio corpo, inarcando la schiena e gli arti, mostrando una brillante colorazione aposematica. Per rafforzare il messaggio di avviso, l'unkenreflex è a volte accompagnata da ghiandole tossiche e maleodoranti sulla pelle dell'animale.